# Entyloma diastateae
Entyloma diastateae är en svampart som beskrevs av M. Piepenbr. 1996. Entyloma diastateae ingår i släktet Entyloma och familjen Entylomataceae.   Inga underarter finns listade i Catalogue of Life.